# دیوید معلوف
دیوید جورج جوزف معلوف (زادهٔ ۲۰ مارس ۱۹۳۴ در بریزبن) از نویسندگان استرالیا است. وی جایزه ایمپک دوبلین را در ۱۹۹۶ میلادی و جایزه ادبی من بوکر در ۲۰۰۸ میلادی دریافت کرد.
از آثار اوست: جانو، پرواز کن پیتر، خاطره بابل و باج.